# Victorinox

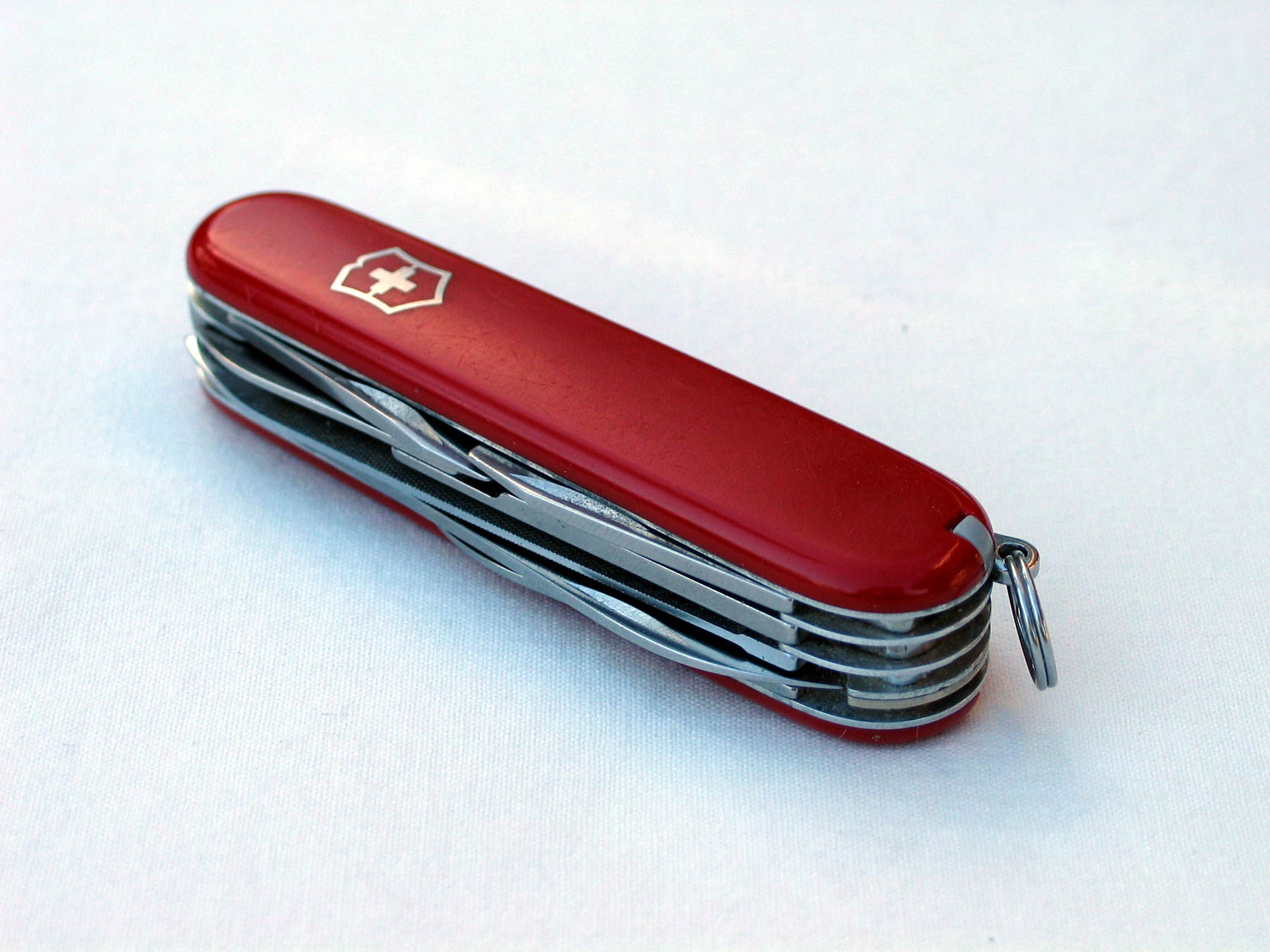
Schweizer Messer vom Typ Victorinox Mountaineer

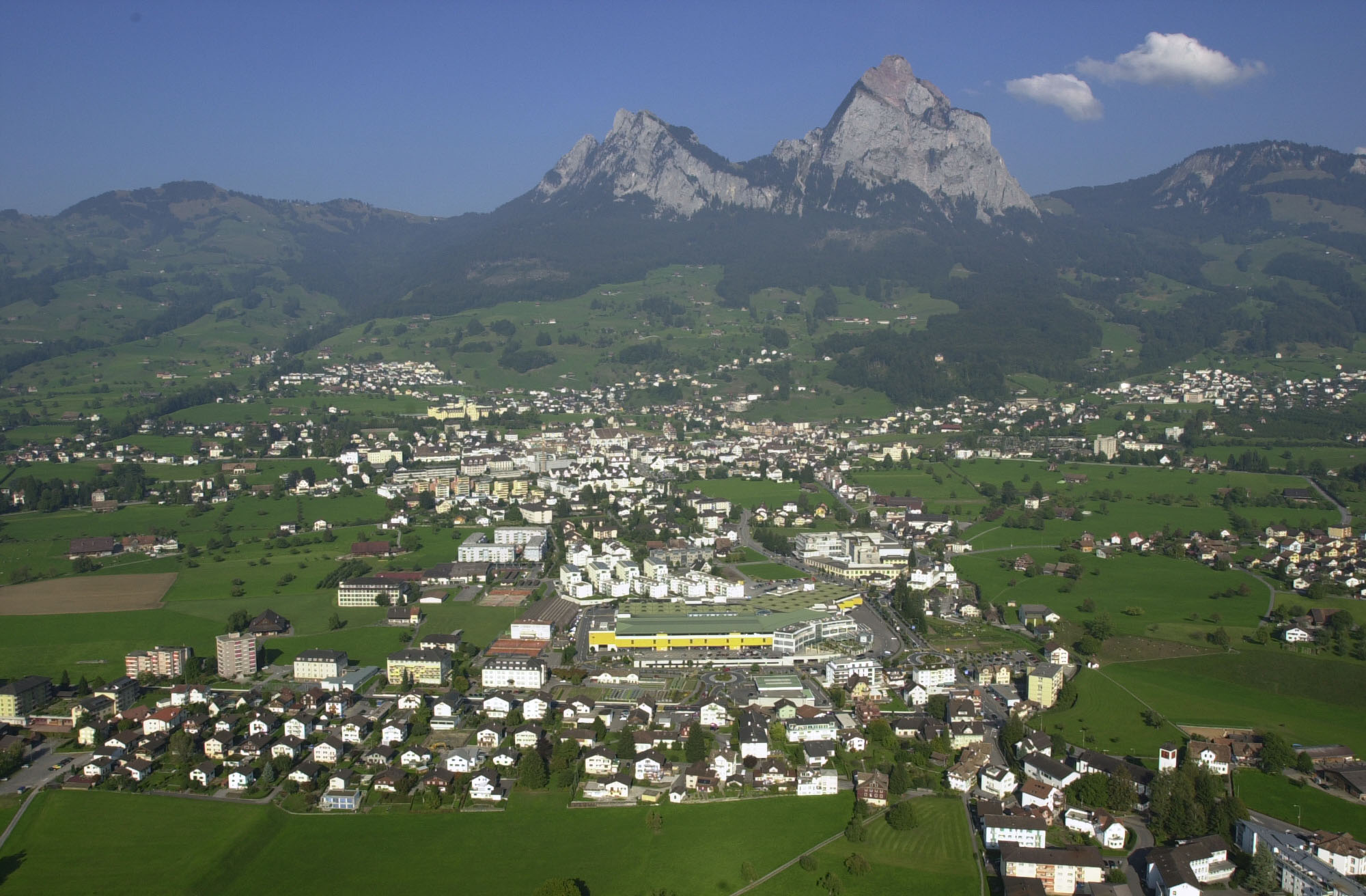
Ibach mit dem Hauptsitz der Victorinox AG (halbrechts), links davon in der Bildmitte das Mythen Center

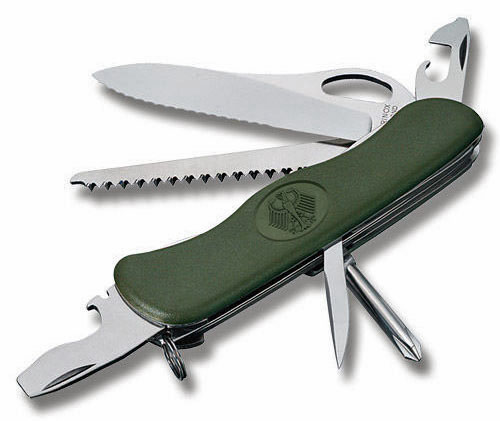
Einhandmesser der deutschen Bundeswehr, seit 2003

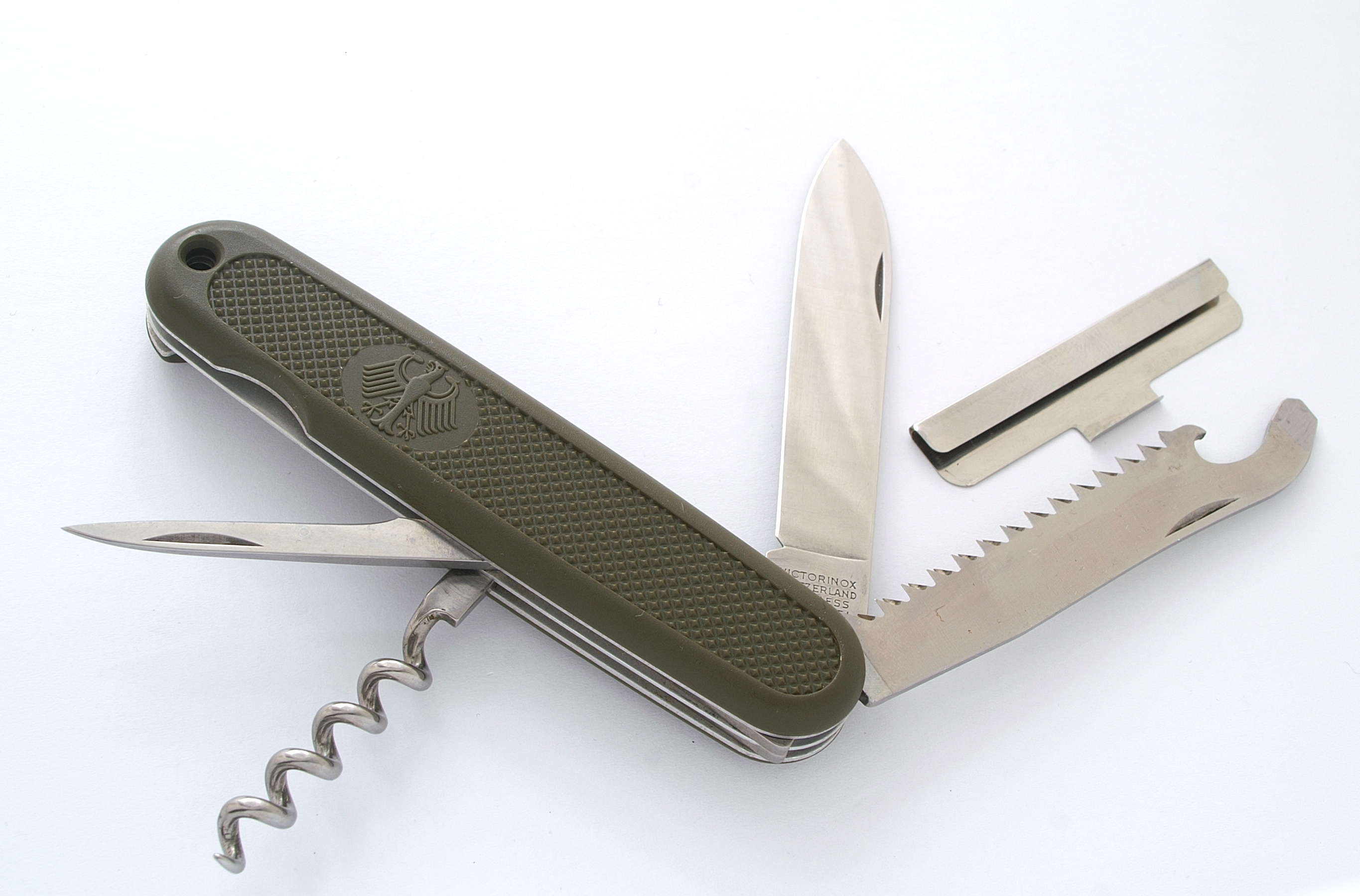
Taschenmesser der deutschen Bundeswehr, ab 1985

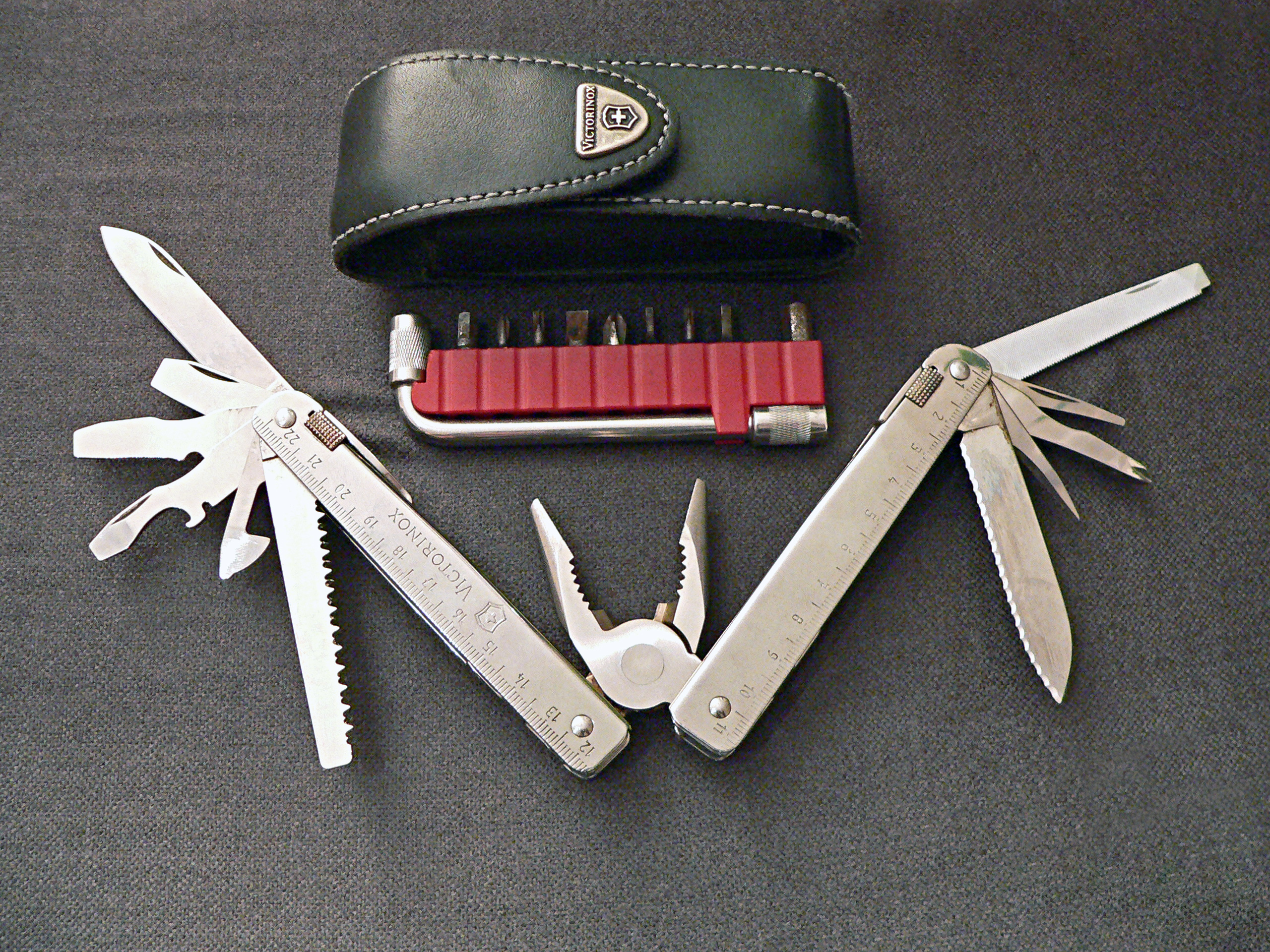
Victorinox Multifunktionswerkzeug SwissTool mit Bits

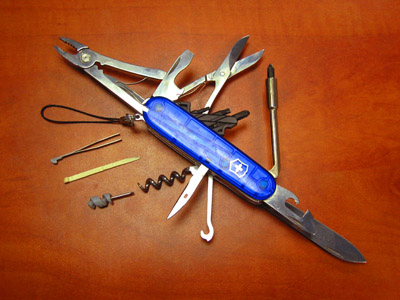
Victorinox CyberTool mit blauen Griffschalen

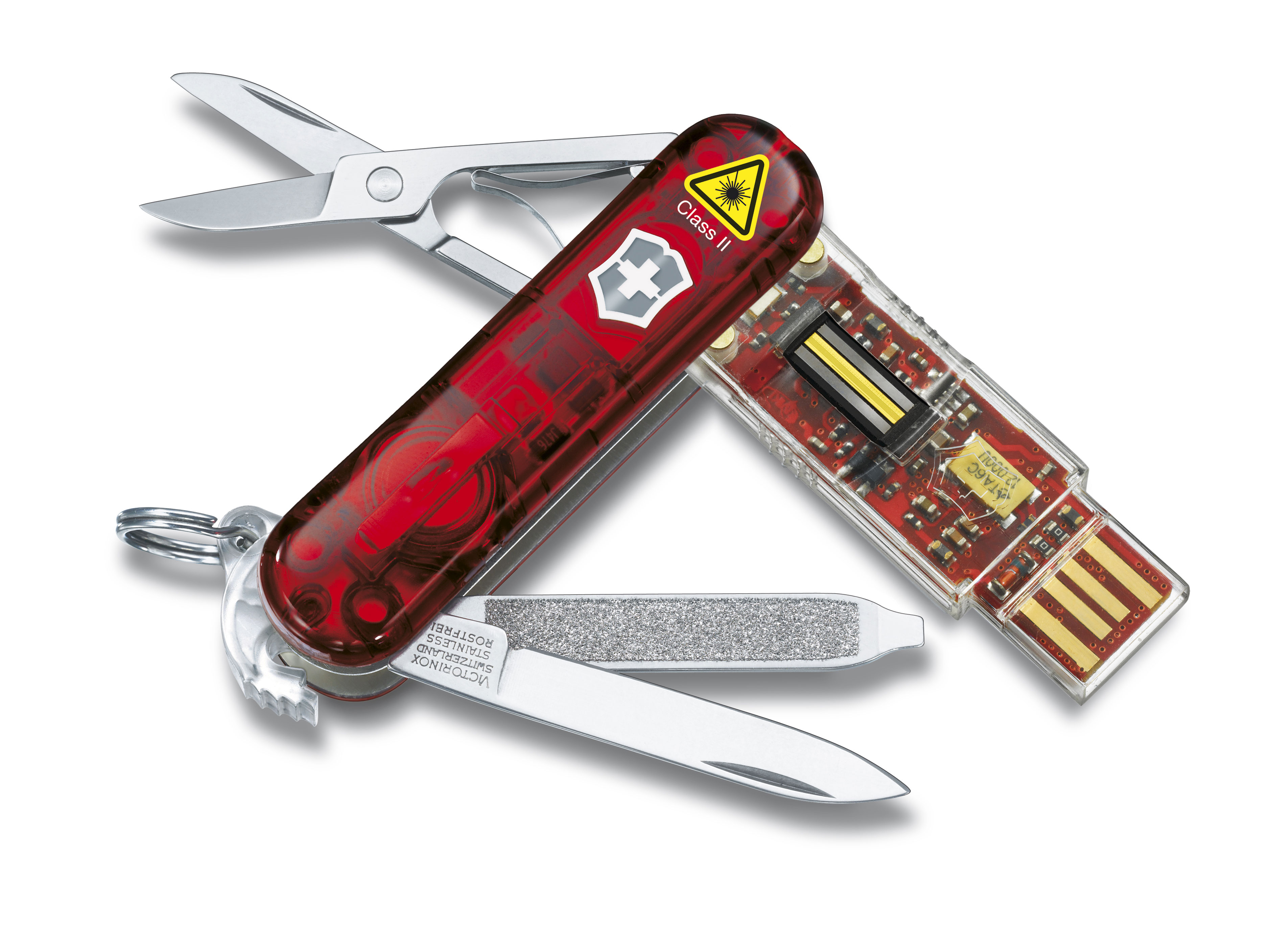
Victorinox Presentation Master

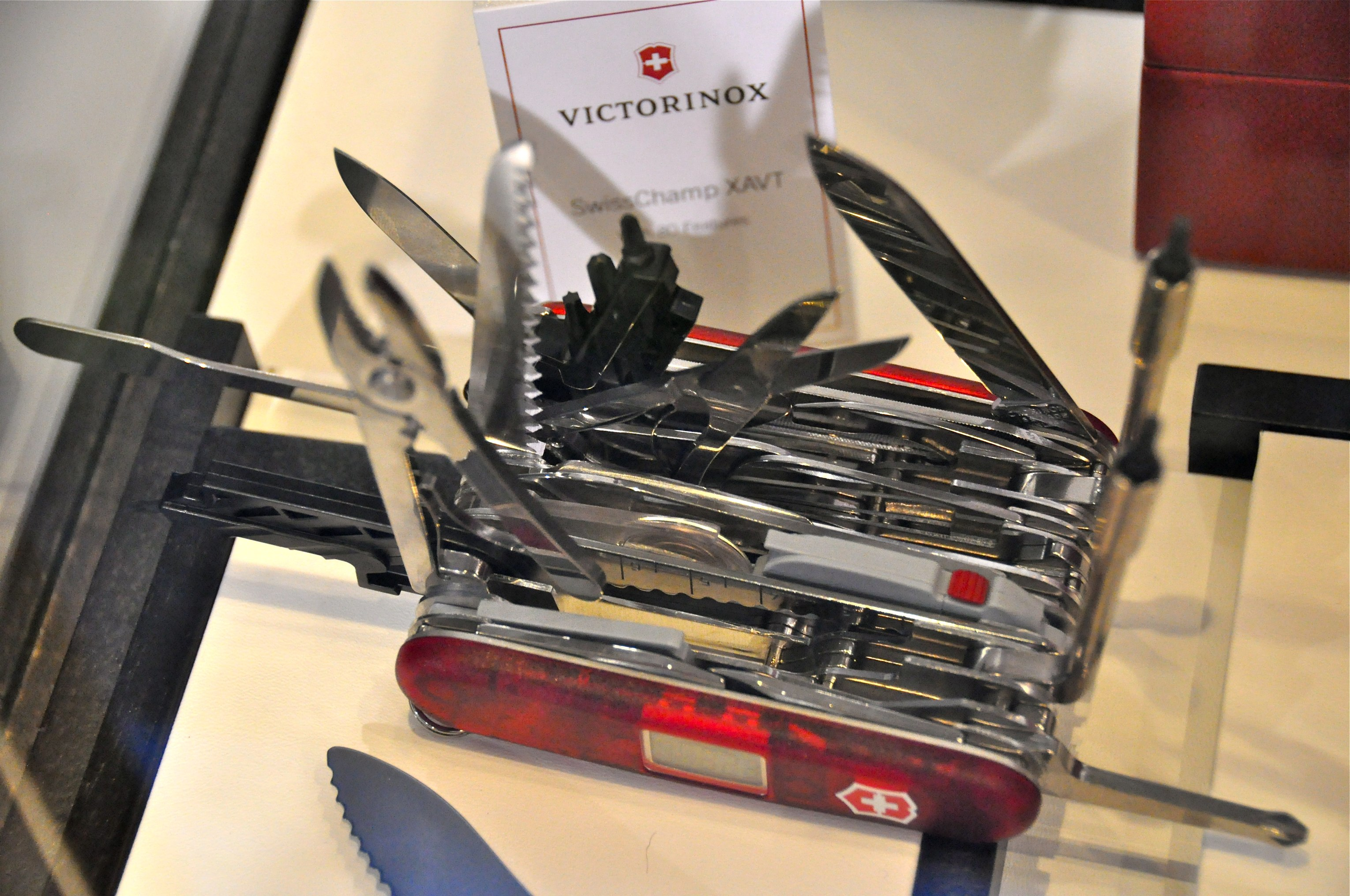
Taschenmesser Swiss Champ XAVT mit über 80 Funktionen

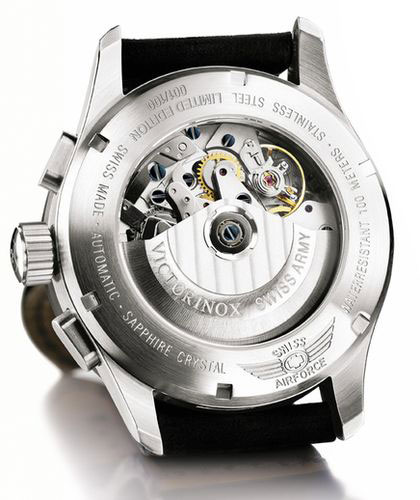
Victorinox Automatikuhr

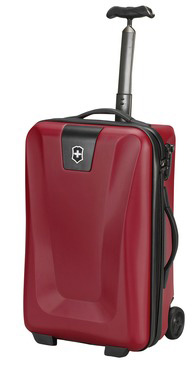
Victorinox-Koffer

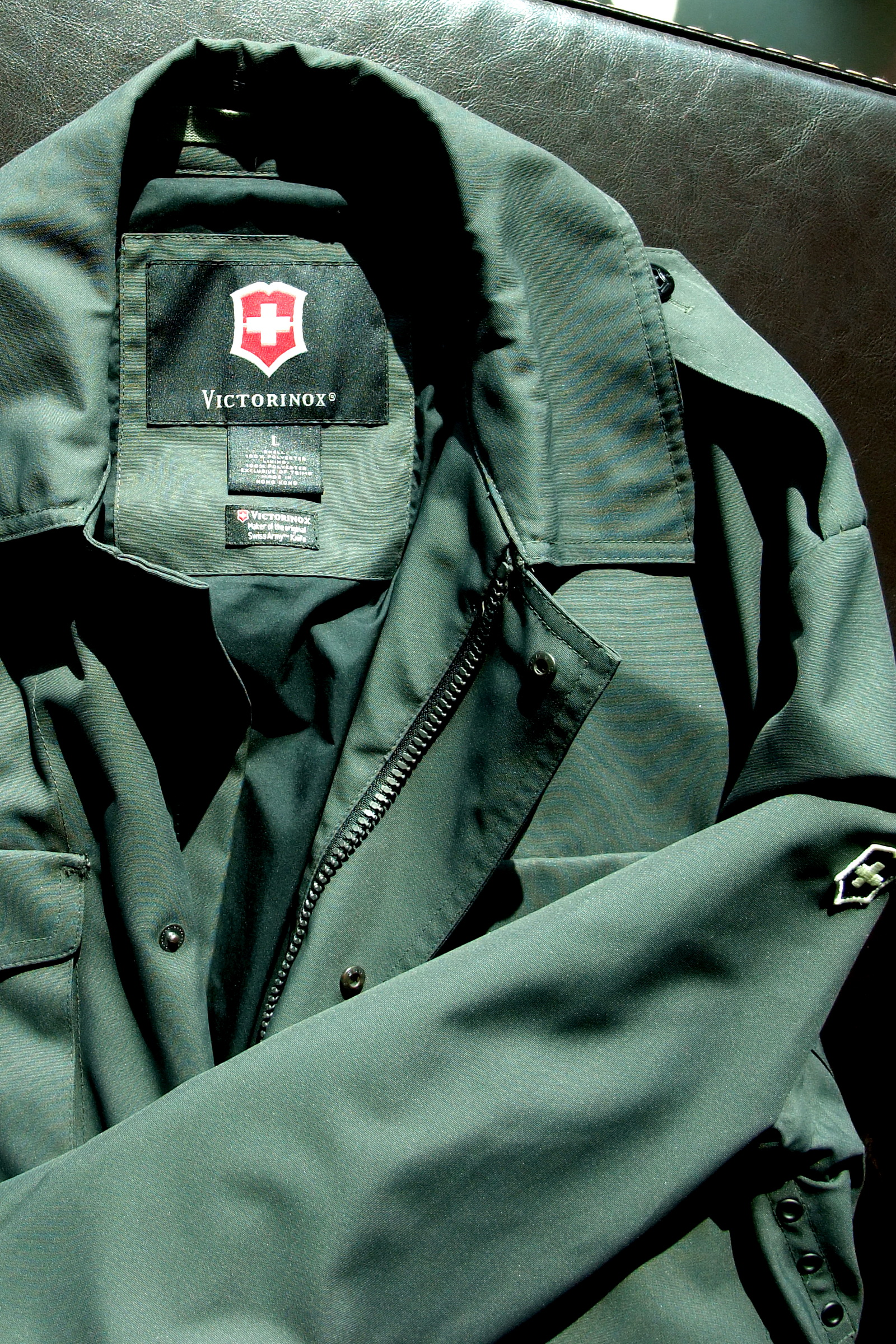
Victorinox-Jacke aus der ehemaligen Bekleidungslinie

Die Victorinox AG mit Sitz in Ibach in der Gemeinde Schwyz ist der grösste Schweizer Messerhersteller. 2005 übernahm das Unternehmen den grössten Konkurrenten Wenger, der ebenfalls Schweizer Taschenmesser in zahlreichen Ausführungen herstellte. Daneben gehören Küchenmesser, Armbanduhren, Reisegepäck und -Accessoires sowie Parfüm zum Victorinox-Sortiment. Der Unternehmensname ist ein Kofferwort aus Victoria, dem Vornamen der Mutter des Gründers, sowie dem rostfreien Inox-Stahl.
Das Unternehmen wurde 1884 von Karl Elsener gegründet, beschäftigt weltweit rund 2100 Mitarbeiter, davon rund 950 im Kanton Schwyz, und erwirtschaftete 2019 einen Umsatz von 480 Millionen Schweizer Franken.
Die Jahresproduktion liegt bei rund 26 Millionen Stück, von denen 6 Millionen auf Schweizer Messer, 7 Millionen auf andere Taschenwerkzeuge und 13 Millionen auf Haushalts- und Berufsmesser entfallen. Geleitet wird das Unternehmen von Carl Elsener junior, dem Urenkel des Gründers.

## Organisation
Der Konzern-Hauptsitz der Victorinox AG befindet sich in Ibach, das zur Gemeinde Schwyz gehört. Victorinox hat Niederlassungen in den USA, Kanada, Mexiko, Brasilien, den Anden (Chile, Peru, Bolivien), Japan, Greater China (Hong Kong, China, Taiwan), Indien und Polen.
Weltweit sind ca. 2'100 Mitarbeiter für das Unternehmen tätig, davon ca. 1'200 in der Schweiz. Die Produkte, mit Ausnahme des Reisegepäcks, werden in der Schweiz produziert. 2005 wurde der traditionsreiche Schweizer Messer- und Uhrenhersteller Wenger SA in Delémont übernommen.
2013 integrierte Victorinox die Wenger-Messer in das eigene Sortiment, sodass sich Wenger seither auf Uhren und Reisegepäck fokussiert. 2014 hat Victorinox das Reisegepäck-Geschäft von der bisherigen Lizenznehmerin TRG Group übernommen.
Das Reisegepäck von Victorinox wird in der Schweiz entwickelt und in Asien produziert. Ende 2019 gliederte sich der Umsatz des Unternehmens in Taschenmesser (35 %), Haushalts- und Berufsmesser (25 %), Reisegepäck (22 %), Uhren (15 %) und in sonstige Parfums (3 %). Vor 2001 hatte der Anteil der Messer am Gesamtumsatz noch 90 % betragen.
- Taschenmesser, Haushalts- und Berufsmesser, Parfüm, Reisegepäck: Victorinox AG, Ibach, Schweiz
- Uhren: Victorinox Swiss Army SA, Delémont, Schweiz

Von 2001 bis 2017 bestand über die in New York City ansässige Victorinox SA Apparel LLC eine Geschäftseinheit für Bekleidung und Accessoires. Die funktionale Reise- und Sportbekleidung war zunächst nur in den USA verfügbar und wurde schliesslich in weiteren Ländern, besonders Japan, angeboten. 2017 stellte Victorinox die Sparte aufgrund von hohen Verlusten ein.

## Geschichte
Ende des 19. Jahrhunderts gab es im deutschen Solingen grosse Messermanufakturen, wohingegen die Schweiz wirtschaftlich und industriell noch wenig entwickelt war. Der Schweizer Messerschmied Karl Elsener gründete 1884, nachdem er seine Gesellenzeit in Paris und in Süddeutschland verbracht hatte, in Ibach eine Messerschmiedewerkstatt. Auf seine Initiative hin wurde 1891 der Schweizerische Messerschmiedverband gegründet. Karl Elsener und seine Berufskollegen belieferten die Schweizer Armee erstmals mit Soldatenmessern.
Dieses Messer sollte als Hilfsmittel beim Essen geeignet sein und gleichzeitig Werkzeuge zur Wartung von Gewehren bereitstellen. Viele seiner Kollegen gaben allerdings im darauffolgenden Jahr auf, da ein Betrieb im deutschen Solingen die Messer kostengünstiger herstellen konnte. Dadurch blieb Karl Elsener als einziger übrig, wenn auch mit grossen Verlusten. Mit Hilfe seiner Verwandten gelang es ihm, eine Nachlassstundung zu erreichen und somit den drohenden Konkurs abzuwenden. Durch den grossen Erfolg des Offiziers- und Sportmessers, das er als leichteren, funktionelleren Nachfolger des Soldatenmessers entwickelte, konnte er später freiwillig alle Nachlassgläubiger inklusive Zinsen entschädigen.
Am 12. Juni 1897 wurde das Schweizer Offiziers- und Sportmesser gesetzlich geschützt. Dieses Modell wurde später als Original Swiss Army Knife rund um den Erdball bekannt. Auch wenn das Offiziersmesser nicht wie sein Vorgänger zu einem offiziellen Rüstungsgegenstand der Schweizer Armee wurde, verhalf es jedoch später seiner Firma zum internationalen Durchbruch. Das Offiziersmesser wurde stets weiterentwickelt und ist mittlerweile in über 100 Ausführungen erhältlich. Nach dem Tod seiner Mutter Victoria wählte Karl Elsener 1909 ihren Vornamen als Fabrikmarke.
Der Firmengründer liess 1909 das charakteristische Emblem mit Kreuz und Schild gesetzlich schützen. Heute ist es in über 120 Ländern als Markenzeichen eingetragen, obwohl die Verwendung des Schweizerkreuzes für kommerzielle Zwecke in der Schweiz selbst verboten ist.
Mit der Erfindung und zunehmenden Verbreitung rostfreien Stahls, der eine wichtige Rolle in der Produktion der Messer spielt, wurde 1921 aus der Fabrikmarke Victoria und dem internationalen Kennzeichen für rostfreien Stahl INOX die Firmenbezeichnung Victorinox. 1931 wurde die erste vollelektrische Härterei der Welt bei Victorinox installiert.
Ab November 1978 gehörten Victorinox-Messer zur Mannschaftsausrüstung des Space Shuttle der NASA. Die Weltraumorganisation der Amerikaner bestellte 50 Master-Craftsman-Offiziersmesser.
Am 2. Januar 1979 wurde die Einzelfirma Messerfabrik Carl Elsener in die Familien-Aktiengesellschaft Victorinox AG umgewandelt.
Ende der 1980er Jahre liess die US-amerikanische Forschner Group aus Shelton in Connecticut, ein Importeur von Victorinox-Messern seit 1937 und alleiniger US-Vertriebspartner seit 1972, in Absprache mit Schweizer Behörden die Marke «Swiss Army» unter der Bedingung, dass alle Produkte in der Schweiz hergestellt werden müssen, patentieren. 1989 brachte Forschner unter dem Namen Swiss Army mithilfe des Schweizer Uhrenherstellers Xantia S.A. Armbanduhren auf den amerikanischen Markt. Es folgten Sonnenbrillen und ein Kompass. 1995 wurde die Forschner Group in Swiss Army Brands, Inc. umbenannt.
Eines der umfangreichsten Taschenmesser im Sortiment der Victorinox, mit dem Namen (Swiss) Champ, wurde 1985 eingeführt. Es besteht aus 64 Einzelteilen, verfügt über bis zu 33 Funktionen und wird bis heute nahezu unverändert angeboten. Seither wurden allerdings unter anderem einzelne Varianten der Taschenmesser mit bis zu 49 (Swiss Champ XLT, 2000), 72 (Swiss Champ XXLT, 2002–2005), 73 (Swiss Champ, 2021), oder sogar 83 Funktionen (Swiss Champ XAVT, 2006–2020) produziert.
Die Expansion von Victorinox auf den japanischen Markt erfolgte mit einer eigenen Niederlassung im Jahr 1993. 1999 stieg Victorinox in den Reisegepäck-Markt ein und erteilte der US-amerikanischen TRG Group in St. Louis die Lizenz für Herstellung und Vertrieb. 1999 folgte die Gründung der Victorinox Watch SA in Bonfol, der eigenen Uhrenfabrik im französischsprachigen Teil der Schweiz.
Die Victorinox-Unternehmensstiftung wurde im Oktober 2000 errichtet, um den Fortbestand und das weitere Gedeihen des Unternehmens zu sichern. Sie hielt zunächst 75 % des Aktienkapitals der Victorinox AG. Weitere 15 % waren im Besitz der gemeinnützigen Carl u. Elise Elsener-Gut Stiftung, die Familie Elsener selber besass noch 10 % der Aktien. Inzwischen gehören 90 % der Firmenanteile der Victorinox-Unternehmensstiftung und 10 % der Carl u. Elise Elsener-Gut Stiftung.
2001 eröffnete Victorinox in SoHo (Manhattan) den ersten eigenen Flagshipstore. Zudem wurde eine Bekleidungslinie für den amerikanischen Markt lanciert. In der Folge der Terroranschläge am 11. September 2001 und den damit einhergehenden verschärften Sicherheitsvorschriften im Luftfahrtbereich durften Taschenmesser nicht mehr im Handgepäck transportiert werden. Damit brach für Victorinox die umsatzstarke Sparte des Duty-free-Geschäfts an Flughäfen vorläufig weg. Auf die Krise reagierte das Unternehmen mit der Diversifikation seiner Produkte.
2002 wurde Victorinox nach sukzessiven Anteilsaufkäufen seit dem Jahr 2000 Alleinaktionär der Swiss Army Brands, Inc. in den USA. Damit stieg der Umsatz erstmals über 400 Mio. CHF. Es folgte eine Namensänderung in Victorinox Swiss Army, Inc. Der Uhrenzulieferer Xantia S.A. war im Jahr 2000 aufgekauft worden.
Victorinox übernahm 2005 den wirtschaftlich angeschlagenen Konkurrenten Wenger aus Delsberg und verhinderte damit, dass Wenger von ausländischen Investoren gekauft wurde, weil man eine Schädigung des Rufes befürchtete. 2003 hatte Victorinox bereits Wenger North America und die dazugehörige Swiss Army Fragrance, Inc., von der seit 1996 Düfte unter dem Namen Swiss Army produziert wurden, aufgekauft.
Wenger blieb im Victorinox-Konzern bis Anfang 2013 als eigenständige Marke erhalten und stellte bis dahin weiterhin eigene Schweizer Messer her, die sich in Konstruktion und Design von den Victorinox-Produkten unterschieden. Victorinox und Wenger produzierten zusammen jährlich über 25 Millionen Messer, einige Modelle von Wenger werden unter dem Markennamen Victorinox weiter hergestellt.
Die Victorinox Watch SA zog 2006 nach dem Verlust der Xantia S.A. durch einen Management-Buy-out von Bonfol in die neue Uhrenproduktionsstätte nach Porrentruy um, wodurch die Kapazitäten der Uhrenproduktion signifikant erhöht werden konnten. Mittlerweile umfasst die Uhrenpalette rund 160 verschiedene Modelle in drei Produktlinien (Active, Classic und Professional).
Seit 2007 ist die Victorinox Swiss Army Fragrance AG mit dem Parfümgeschäft am Unternehmenssitz in Ibach angesiedelt. Seit 2007 wird zudem das RescueTool angeboten, ein Rettungsmesser, das unter anderem die Funktionen Einhandklinge mit Liner-Lock-System, Gurtenschneider, Frontscheibensäge und Scheibenzertrümmerer enthält. Dieses wurde auf der Fachmesse IWA OutdoorClassics in Nürnberg 2007 zum «Messer des Jahres» gewählt. Victorinox stellt das aktuelle Taschenmesser mit Einhandöffnung der deutschen Bundeswehr her. 2008 eröffnete Victorinox auf der Londoner Bond Street den ersten eigenen europäischen Flagshipstore.
Im Jahre 2004 wurde das Victorinox swissFlash eingeführt, eine Kombination aus Taschenmesser und USB-Stick.
2007 wurde mit dem «s.beat MP3» ein Taschenmesser mit integriertem MP3-Player vorgestellt. Der MP3-Player kann von dem Messer getrennt werden und verfügt über wahlweise 1 oder 2 GB Speicher, ein Radio und eine Diktiergerätfunktion. 2009 wurde auf der CES in Las Vegas als neuestes Produkt der Victorinox Elektronik-Serie der Victorinox Presentation Master vorgestellt, der einen Laserpointer, einen Fingerabdruckscanner und ein Bluetooth-Modul enthält.
2012 ging das Familienunternehmen erstmals eine Kooperation mit einem Fahrzeughersteller ein. Mit dem Smart-Center Düsseldorf der Niederlassung Rhein-Ruhr der Daimler AG entstand ein auf 100 Exemplare limitiertes Sondermodell. Das Fahrzeug wurde auf dem Genfer Auto-Salon gezeigt.
Am 30. Januar 2013 integrierte Victorinox das Messergeschäft der vormals eigenständigen Tochter Wenger.
Seit Mitte der 2010er Jahre verfolgt das Unternehmen wieder eine stärkere Präsenz im Einzelhandel an Flughäfen. In Deutschland ist beispielsweise das Mitführen von Messern mit einer Klingenlänge von unter 6 cm im Handgepäck in Flugzeugen erlaubt. Am Flughafen Zürich eröffnete 2013 eine Victorinox-Boutique. Das einzige deutsche Victorinox-Ladengeschäft befindet sich am Wallrafplatz in Köln.
Im Oktober 2020 übernahm Victorinox die Firma Zena Swiss AG in Affoltern am Albis, die u. a. den «Rex»-Sparschäler herstellt.
Ebenfalls im Oktober 2020 eröffnete Victorinox eine Filiale in der Herrengasse in Wien.
Mitte 2020 wurde das neue europäische Distributionszentrum in Seewen SZ in Betrieb genommen. Durch die Zentralisierung wurde die Logistik optimiert, Prozesse rationalisiert und die Effizienz und Nachhaltigkeit gesteigert.

### Unternehmensführung
Nach dem Firmengründer Karl Elsener führte dessen Sohn Carl Elsener (1886–1950) das Unternehmen: ab 1918 gemeinsam mit zwei Brüdern, ab 1929 war er Alleininhaber. Nach seinem Tod 1950 übernahm seine Ehefrau Elise geb. Gut (1900–1991) zusammen mit den Söhnen Carl Elsener senior (1922–2013) und Eduard Elsener (* 1926) das Unternehmen. Carl Elsener senior war insgesamt über 70 Jahre für die Firma tätig. Das Schweizer Offiziersmesser (Swiss Army Knife) gilt als sein Werk.
Nach Carl Elsener senior führt seit 2007 dessen Sohn Carl Elsener junior (* 1958) das Unternehmen als Konzernchef und Präsident des Verwaltungsrats.

## Produkte
Das bekannteste Produkt des Unternehmens ist das Schweizer Taschenmesser, das ursprünglich allein von Victorinox produziert wurde. Zwischen 1908 und 2005 teilte sich das Unternehmen den Vertrag mit Wenger, seit 2015 produziert auch das Uhrenunternehmen Swiza Schweizer Taschenmesser. Ein festgesetzter Kompromiss zwischen Wenger und Victorinox ermöglichte es Victorinox, die Messer als «originales» Schweizer Messer zu bewerben, während Wenger seine Produkte als «echtes» Schweizer Messer anbieten durfte. Victorinox kaufte Wenger 2005 auf. Victorinox stellt eine hohe Vielzahl von Varianten des Messers her. Mit den für das Militär entwickelten Varianten (Soldatenmesser) beliefert Victorinox neben der Schweizer Armee, der deutschen Bundeswehr und den französischen Streitkräften auch die Streitkräfte von über 20 weiteren Staaten.
Daneben fertigt Victorinox Haushaltsmesser (bis 2011 unter dem Namen Forschner vermarktet), Outdoormesser, Berufsmesser, Keramikmesser, geschmiedete Messer, Gartenmesser, Multifunktions-Taschenwerkzeuge (Multitool), Schärfwerkzeuge und Küchenartikel.
Eine weitere Variante des Multifunktionsmessers ist die SwissCard im Scheckkartenformat.
Victorinox ist der Hersteller des Bajonetts für das Schweizer Sturmgewehr 90 sowie auch des Bajonetts zum früheren Sturmgewehr 57.
Die weitere Produktpalette von Victorinox umfasst Armbanduhren, Reisegepäck und Parfum sowie von 2001 bis 2017 auch eine Bekleidungs- und Accessoires-Kollektion.
Zu den ursprünglichen Swiss Army Parfüms zählen Swiss Army Classic (1996), Swiss Army Altitude (2001) und Swiss Army for Her (2002). Seit 2008 sind weitere Düfte zum Victorinox-Portfolio hinzugekommen, darunter Swiss Army Mountain Water (2008), Swiss Unlimited (2009), Swiss Army Forest (2012) oder Ella (2014). 2020 wurde das Victorinox Parfum Sortiment komplett überarbeitet und erscheint in einem einheitlichen, neuen Look.
- Victorinox Heritage Kollektion: Swiss Army Classic, Swiss Army Altitude, Swiss Army Sports, Swiss Army For Her, Swiss Army For Her Floral
- Victorinox Signature Kollektion: Black Steel, Steel, Rock, Genepi, Morning Dew, Forget Me Not (2021), First Snow (2021)

## Trivia
In der Fernsehserie MacGyver, die in den 1980er- und 1990er-Jahren produziert wurde, wurden Messer von Victorinox regelmässig in Form von Produktplatzierung gezeigt. Die Hauptfigur Angus MacGyver nutzte sie wiederholt, um improvisierte Geräte zu bauen oder sich aus Notsituationen zu befreien.
Im Werk Ibach werden jedes Jahr rund 2'500 Tonnen Stahl verarbeitet, der je zur Hälfte aus deutschen und französischen Stahlwerken stammt.
Die Swissness-Bestimmungen sehen vor, dass nur Produkte, die zu mindestens 60 % in der Schweiz produziert werden, ein schweizerkreuzähnliches Zeichen tragen dürfen. Da Victorinox seine Bildmarke bereits seit 1909 verwendet, wurde dem Unternehmen für seine im Ausland produzierten Produkte (Reisegepäck sowie ehemals Bekleidung) eine Ausnahme gewährt. Das Unternehmen darf bei diesen Produkten allerdings keine Landesfarben im Logo verwenden.
Die Victorinox AG führt in Ibach ein Firmenarchiv mit einer Sammlung von über 30'000 Objekten. Nebst Objekten aus der eigenen Produktion umfasst die Sammlung 6500 Taschen- und Klappmesser aus einer 2009 erworbenen Messersammlung von Horst A. Brunner.